# ティナ・ワイラター
ティナ・ワイラター（Tina Weirather、1989年5月24日 - ）は、リヒテンシュタインの元アルペンスキー選手。ファドゥーツ出身。ガンプリン在住。リヒテンシュタインとオーストリアの二重国籍。

## 来歴
父親はオーストリアのアルペンスキー選手、ハルティ・ワイラター。母親はリヒテンシュタインのアルペンスキー選手で、1980年レークプラシッドオリンピックで金メダル2つ、銀メダル1つ、銅メダル1つを獲得したハンニ・ウェンツェル。
2005年、アルペンスキー・ワールドカップにデビュー。2006年トリノオリンピックのアルペンスキー2種目に初出場した。
2010年バンクーバーオリンピックでは、アルペンスキー4種目への出場権を獲得していた。しかし、大会の約3週間前にコルティーナ・ダンペッツォで開催されていたアルペンスキー・ワールドカップの女子滑降の試合中に右膝の前十字靭帯を損傷し、オリンピックへの出場を逃した。
2014年ソチオリンピックでは、開会式の旗手を務めた。アルペンスキー2種目に出場予定だったが、女子滑降の出場に向けてトレーニング中に右足を骨挫傷する怪我を負い、2種目とも棄権することとなった。当時アルペンスキー・ワールドカップは総合2位だったが、この怪我のため残りのシーズンは欠場となった。
2017年にサンモリッツで開催されたアルペンスキー世界選手権では、女子スーパー大回転で銀メダルを獲得した。
2018年平昌オリンピックでは、アルペンスキー3種目に出場し、女子スーパー大回転で銅メダルを獲得した。オリンピック3回目の出場にして初のメダル獲得となった。オリンピックでリヒテンシュタイン代表選手がメダルを獲得したのは、1988年カルガリーオリンピック以来30年8大会ぶりのことであった。
2020年3月25日、その年のアルペンスキー・ワールドカップのシーズンを最後に、ワイラターは引退した。

## 主な戦績
| 年   | 大会                     | 開催地         | 種目           | 順位   | 記録      | 備考 |
| ---- | ------------------------ | -------------- | -------------- | ------ | --------- | ---- |
| 2006 | オリンピック             | トリノ         | 滑降           | -      | 途中棄権  |      |
| 2006 | オリンピック             | トリノ         | スーパー大回転 | 33位   | 1分35秒34 |      |
| 2007 | アルペンスキー世界選手権 | オーレ         | スーパー大回転 | -      | 途中棄権  |      |
| 2007 | アルペンスキー世界選手権 | オーレ         | 大回転         | -      | 途中棄権  |      |
| 2007 | アルペンスキー世界選手権 | オーレ         | スーパー複合   | -      | 棄権      |      |
| 2013 | アルペンスキー世界選手権 | シュラドミンク | 滑降           | 13位   | 1分51秒71 |      |
| 2013 | アルペンスキー世界選手権 | シュラドミンク | スーパー大回転 | -      | 途中棄権  |      |
| 2013 | アルペンスキー世界選手権 | シュラドミンク | 大回転         | 27位   | 2分13秒65 |      |
| 2013 | アルペンスキー世界選手権 | シュラドミンク | スーパー複合   | -      | 棄権      |      |
| 2014 | オリンピック             | ソチ           | 滑降           | -      | 棄権      |      |
| 2014 | オリンピック             | ソチ           | スーパー大回転 | -      | 棄権      |      |
| 2015 | アルペンスキー世界選手権 | ヴェイル       | 滑降           | 11位   | 1分47秒27 |      |
| 2015 | アルペンスキー世界選手権 | ヴェイル       | スーパー大回転 | 6位    | 1分11秒32 |      |
| 2015 | アルペンスキー世界選手権 | ヴェイル       | 大回転         | 4位    | 2分20秒71 |      |
| 2017 | アルペンスキー世界選手権 | サンモリッツ   | 滑降           | 10位   | 1分34秒03 |      |
| 2017 | アルペンスキー世界選手権 | サンモリッツ   | スーパー大回転 | 準優勝 | 1分21秒67 |      |
| 2017 | アルペンスキー世界選手権 | サンモリッツ   | 大回転         | 19位   | 2分08秒45 |      |
| 2017 | アルペンスキー世界選手権 | サンモリッツ   | 複合           | -      | 棄権      |      |
| 2018 | オリンピック             | 平昌           | 滑降           | 4位    | 1分39秒85 |      |
| 2018 | オリンピック             | 平昌           | スーパー大回転 | 3位    | 1分21秒22 |      |
| 2018 | オリンピック             | 平昌           | 大回転         | 22位   | 2分24秒22 |      |
| 2019 | アルペンスキー世界選手権 | オーレ         | 滑降           | 18位   | 1分03秒00 |      |
| 2019 | アルペンスキー世界選手権 | オーレ         | スーパー大回転 | -      | 途中棄権  |      |
| 2019 | アルペンスキー世界選手権 | オーレ         | 複合           | -      | 棄権      |      |